# Doc Watson
Arthel Lane Watson, detto Doc (Deep Gap, 3 marzo 1923 – Winston-Salem, 29 maggio 2012), è stato un cantautore e chitarrista statunitense.

## Biografia
Nato in Carolina del Nord, ha preso il soprannome Doc, che gli era stato dato durante una trasmissione radiofonica.
Ha dedicato una vita alla musica, influenzando generazioni di artisti folk come Ricky Skaggs, Grateful Dead, Byrds e altri. Divenne cieco all'età di un anno a causa di un'infezione agli occhi, ma questo non gli ha impedito di imparare tantissimi strumenti come chitarra, banjo e non solo.
Nel 1947 si è sposato con Rosa Lee Carlton, figlia di Gaither Carlson, da cui ebbe due figli: Eddy Merle (1949) e Nancy Ellen (1951). Ha cofondato il Merle Fest, uno dei più importanti festival musicali statunitensi dedicati al folk. Il festival è dedicato al figlio Merle Watson, anch'egli musicista, morto improvvisamente nel 1985 in seguito ad un incidente nella fattoria di famiglia. Ha lavorato anche col figlio Merle Watson per circa 15 anni, fino appunto al 1985. Ha vinto sette volte il Grammy Award (1973, 1974, 1979, 1986, 1990, 2002 e 2006) in diverse categorie. Nel 2004 ha ricevuto anche il Grammy Award alla carriera.
Nel 2010 è stata pubblicata la sua biografia completa, curata da Kent Gustavson ed intitolata Blind But Now I See.
Dopo alcune ricadute dovute a un intervento chirurgico al colon, è morto nel maggio 2012 all'età di 89 anni.

## Riconoscimenti

### Grammy Award
- 1974 - Miglior registrazione di musica etnica o tradizionale per Then and Now
- 1975 - Miglior registrazione di musica etnica o tradizionale per Two Days in November (con Merle Watson)
- 1980 - Miglior performance country per Big Sandy/Leather Britches (con Merle Watson)
- 1987 - Miglior album folk tradizionale per Riding the Midnight Train
- 1991 - Miglior album folk tradizionale per On Praying Ground
- 2003 - Miglior album folk tradizionale per Legacy (con David Holt)
- 2004 - Grammy alla carriera (Lifetime Achievement Award)
- 2007 - Miglior performance country per Whiskey Before Breakfast (con Bryan Sutton)

## Discografia parziale

### Album in studio
- 1963 - Jean Ritchie & Doc Watson at Folk City (con Jean Ritchie)
- 1963 - The Doc Watson Family
- 1964 - Doc Watson
- 1964 - Treasures Untold (con The Watson Family o The Doc Watson Family)
- 1965 - Doc Watson & Son
- 1966 - Home Again!
- 1966 - Strictly Instrumental
- 1968 - In Nashville - Good Deal!
- 1971 - Ballads From Deep Gap
- 1972 - Will the Circle Be Unbroken Vol. I & II
- 1972 - The Elementary Doctor Watson!
- 1973 - The Essential Doc Watson
- 1973 - Then and Now
- 1974 - Two Days in November
- 1975 - Memories
- 1976 - Doc and The Boys
- 1977 - Old Timey Concert
- 1977 - Lonesome Road
- 1977 - The Doc Watson Family Tradition
- 1978 - Look Away
- 1980 - Reflections
- 1981 - Red Rocking Chair
- 1983 - Doc & Merle Watson's Guitar Album
- 1983 - Favorites
- 1984 - Riding the Midnight Train
- 1984 - Down South
- 1985 - Pickin' the Blues
- 1987 - Portrait
- 1988 - Favorites of Clint Howard / Doc Watson
- 1990 - On Praying Ground
- 1991 - Bluegrass at Newport
- 1991 - My Dear Old Southern Home
- 1992 - Remembering Merle
- 1993 - Bill Monroe and Doc Watson
- 1994 - Songs from the Southern Mountains
- 1994 - Doc Watson and Clarence Ashley: The Original Folkways Recordings, 1960-1962
- 1995 - Southbound
- 1995 - Doc Watson: The Vanguard Years
- 1995 - Docabilly
- 1996 - Watson Country
- 1997 - Elementary Doctor Watson/Then and Now
- 1997 - Mac, Doc & Del
- 1997 - Doc & Dawg
- 1998 - Home Sweet Home
- 1999 - An Evening with Doc Watson and David Holt
- 1999 - Third Generation Blues
- 1999 - The Best of Doc Watson
- 2000 - Foundation: Doc Watson Guitar Instrumental Collection
- 2001 - Doc Watson at Gerdes Folk City
- 2002 - Will The Circle Be Unbroken Vol. III
- 2002 - Legacy
- 2002 - Lonesome Road & Look Away!
- 2002 - Songs from Home
- 2003 - Tennessee Stud
- 2003 - Then and Now
- 2003 - Trouble in Mind: Doc Watson Country Blues Collection
- 2003 - Doc and the Boys/Live & Pickin'
- 2003 - The Three Pickers
- 2004 - Sittin' Here Pickin' the Blues
- 2006 - Black Mountain Rag
- 2008 - Doc Watson - Best of the Sugar Hill Years
- 2010 - Reel & Rock
- 2013 - The Definitive Doc Watson
- 2017 - Doc & Merle Watson: Never the Same Way Once
- 2018 - Sittin' on Top of the World
- 2020 - Songs Doc Didn't Sing
- 2021 - Doc Watson - Life's Work: A Retrospective

### Live
- 1971 - Doc Watson On Stage
- 1979 - Live & Pickin'
- 1993 - Songs for Little Pickers
- 2002 - Round the Table Again
- 2015 - Doc Watson: Live at the Bottom Line
- 2017 - Live at Purdue University 3-19-64
- 2018 - Live at Club 47
- 2018 - Doc & Dawg - Live at Acoustic Stage